# C18H15NO
化学式C18H15NO（摩尔质量：261.32 g/mol）可以指：
- NNC 45-0095，CAS号：217318-90-6
- 二苯基(4-吡啶基)甲醇，CAS号：1620-30-0

|  | 这个同类索引页列出了具有相同分子式的化学物（即同分異構體）条目。 除非您是有意链接至本页，否则应将相应条目的内部链接指向正确的条目。 |